# Abdullah Topkara
Abdullah Topkara (* 28. Dezember 1989 in Istanbul) ist ein  türkischer Fußballspieler.

## Karriere
Topkara begann mit dem Vereinsfußball 2000 in der Jugend vom Istanbuler Amateurklub Hasköy SK und spielte später auch in der 1. Mannschaft.
2009 wechselte er mit einem Profivertrag ausgestattet zu Bayrampaşaspor. Während er die ersten beiden Spielzeiten gelegentlich zu Spieleinsätzen kam, eroberte er sich zur Saison 2011/12 auf Anhieb einen Stammplatz und war mit zwölf Ligatoren der erfolgreichste Schütze seines Teams. Zum Saisonende schaffte man durch den Playoffsieg der TFF 3. Lig den Aufstieg in die TFF 2. Lig. In der nachfolgenden Drittligasaison erreichte man zwar ebenfalls die Playoffs, scheiterte aber dann bereits in der ersten Runde.
Zum Sommer 2013 wechselte er zum Erstligisten Sanica Boru Elazığspor. Dieser Wechsel kam später doch nicht zustande, sodass Topkara zum Viertligisten Ümraniyespor wechselte.

## Erfolge
Mit Bayrampaşaspor
- Playoff-Sieger der TFF 3. Lig: 2011/12
- Aufstieg in die TFF 2. Lig: 2011/12